# St. Petri (Rochlitz)

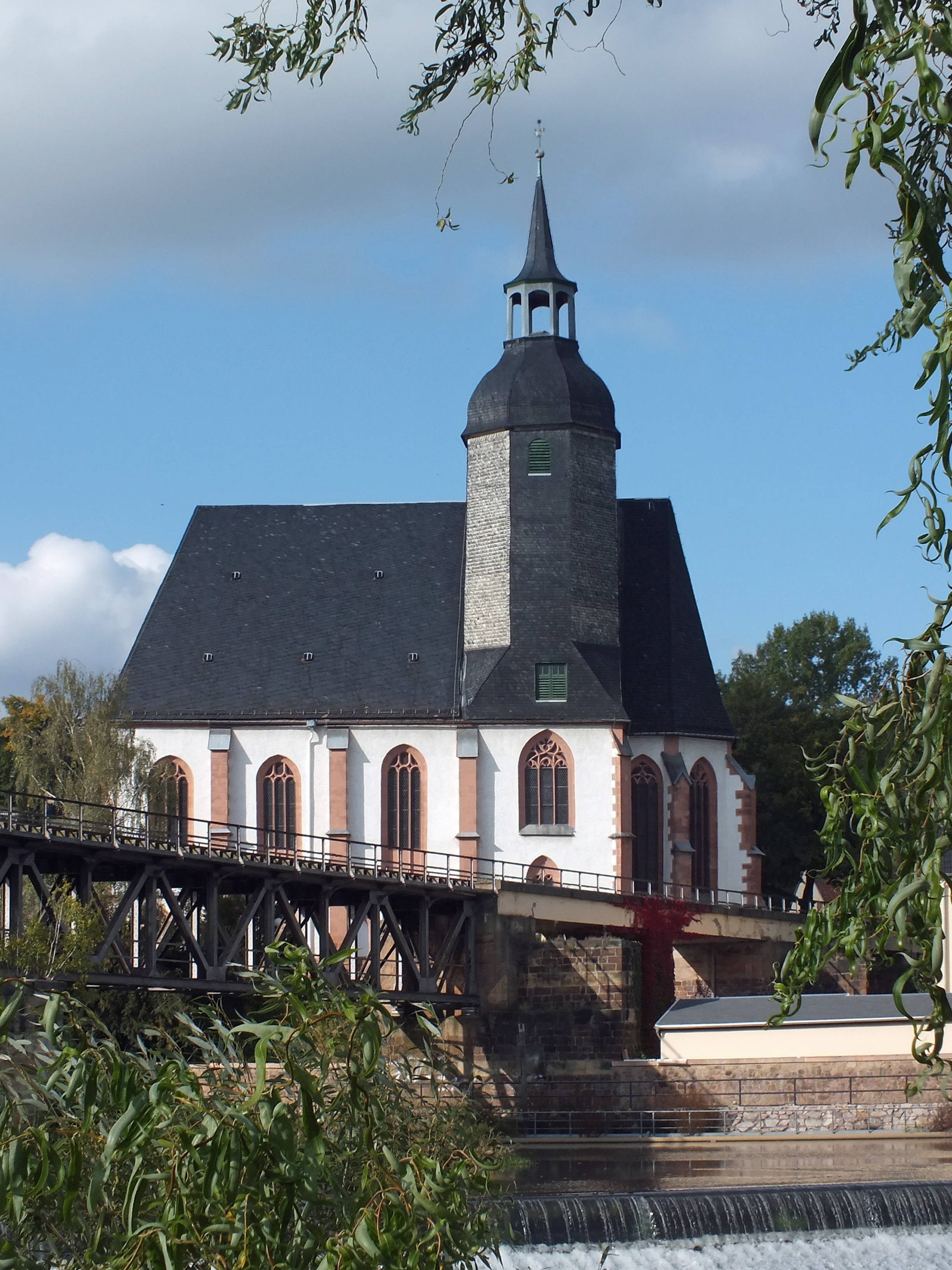
Die Petrikirche

St. Petri (auch Petrikirche) ist eine der beiden evangelisch-lutherischen Stadtkirchen in Rochlitz in Sachsen.

## Lage
Die Petrikirche befindet sich am stadtwärtigen Zugang zum Schloss Rochlitz zwischen der Petrigasse und dem Sörnziger Weg auf dem östlichen Ausläufer des Bergsporns, der das Schloss trägt. Sie liegt nahe der Zwickauer Mulde, über die unmittelbar an der Kirche vorbei die Trasse der bis auf Sonderfahrten stillgelegten Muldentalbahn führt.

## Geschichte

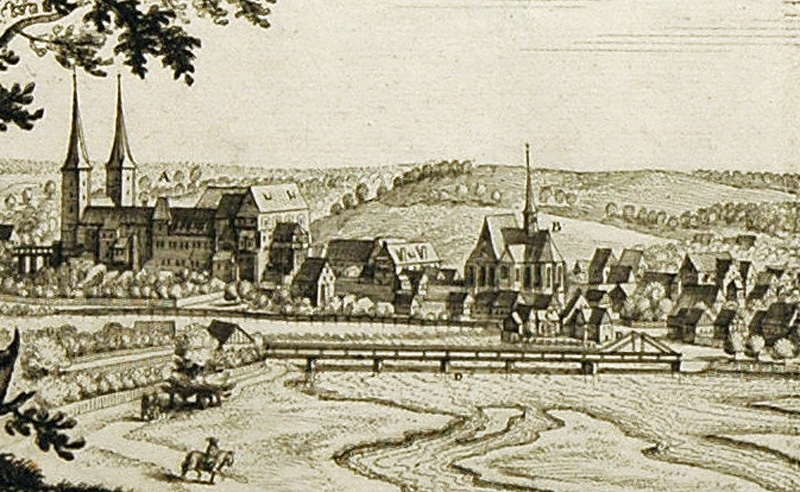
St. Petri (B) vor dem Dreißigjährigen Krieg. Ausschnitt aus einem Stich von Merian von 1650

In ihren Anfängen war St. Petri die Kirche des Burgwardes Rochlitz. Der Legende nach soll sie eine Gründung Heinrich I. sein, wie eine Inschrift an einem verschollenen Kelch belegt haben soll. Sie wurde Pfarrkirche der im 12. Jahrhundert sich am Fuße der Burg entwickelnden Stadt. 1168 wurde sie in der Stiftungsurkunde des Klosters Zschillen, das auch das Patronatsrecht besaß, erstmals urkundlich erwähnt.
Ab 1470 wurde begonnen, bis zum Ende des Jahrhunderts den bisherigen romanischen Bau in Anlehnung an die inzwischen in Marktnähe so gestaltete Kunigundenkirche im gotischen Stil umzugestalten. Es entstand im Wesentlichen der oben beschriebene Baukörper, allerdings noch ohne Turm und mit einem Langhaus-Satteldach quer zu dem des Chores, auf welchem ein kleiner Dachreiter thronte. Der obere Abschluss des vierten Jochs an der Südseite, das als Beinhaus diente, war ein Zwerchhaus.
Nach Zerstörungen im Dreißigjährigen Krieg entstanden bis 1658 das den ganzen Bau überstreichende Satteldach und der Turm. Neuausstattungen des Innenraumes erfolgten 1699 und 1729. Bei letzterer wurde auch 1727 eine Orgel von Gottfried Silbermann mit 20 Registern auf zwei Manualen und Pedal eingebaut.
Unter der Leitung des Leipziger Architekten Julius Zeißig fand von 1892 bis 1894 eine völlige Neugestaltung des Innenraums statt, bei der auch die Silbermannorgel durch einen Neubau ersetzt wurde. Es entstand im neugotischen Stil die oben beschriebene Innengestaltung der Kirche. Zwischen 1993 und 1998 wurden diese Raumausstattung restauriert sowie Außenputz und -färbung der Kirche erneuert.

## Baubeschreibung

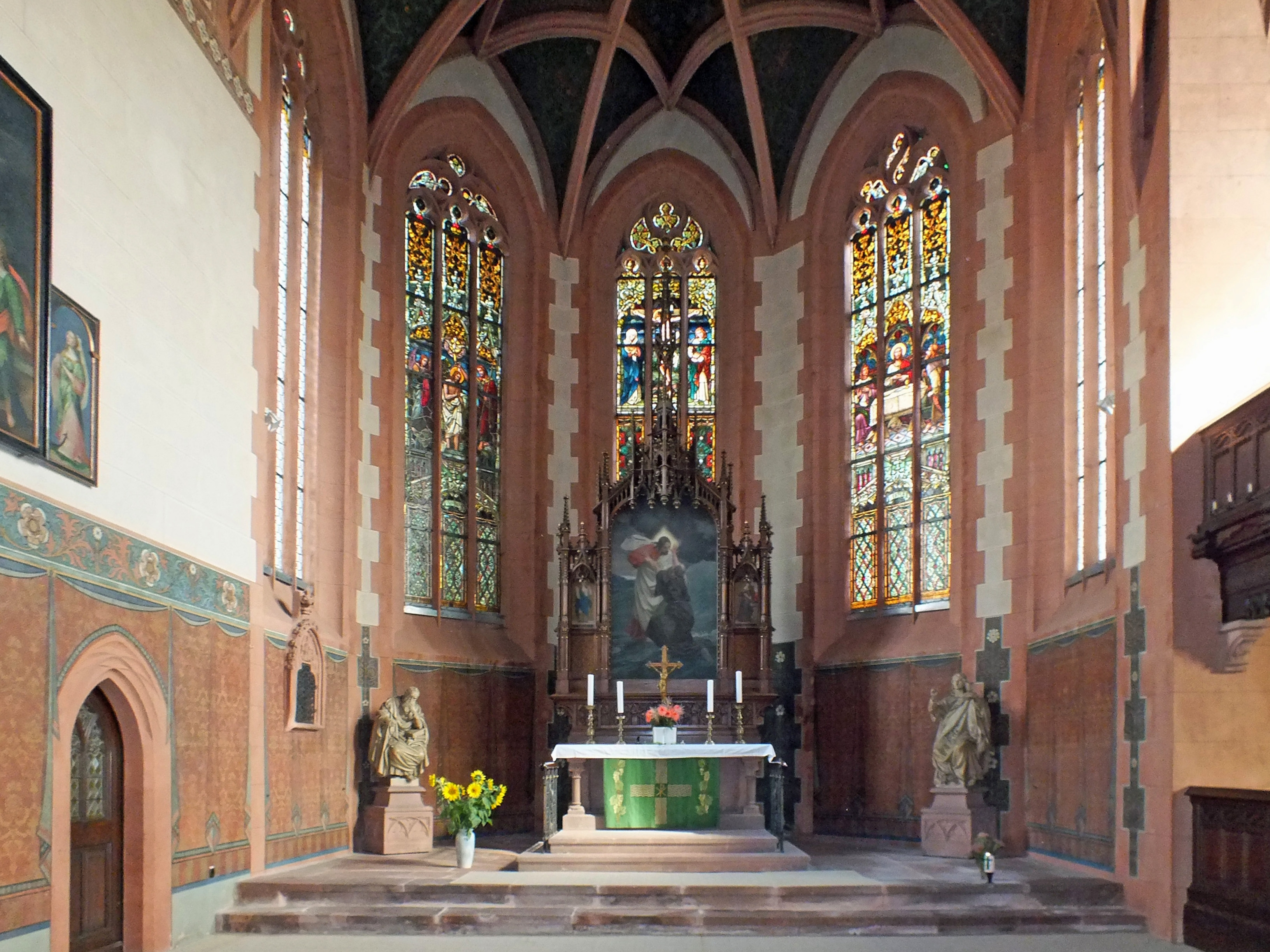
Der Chor in St. Petri

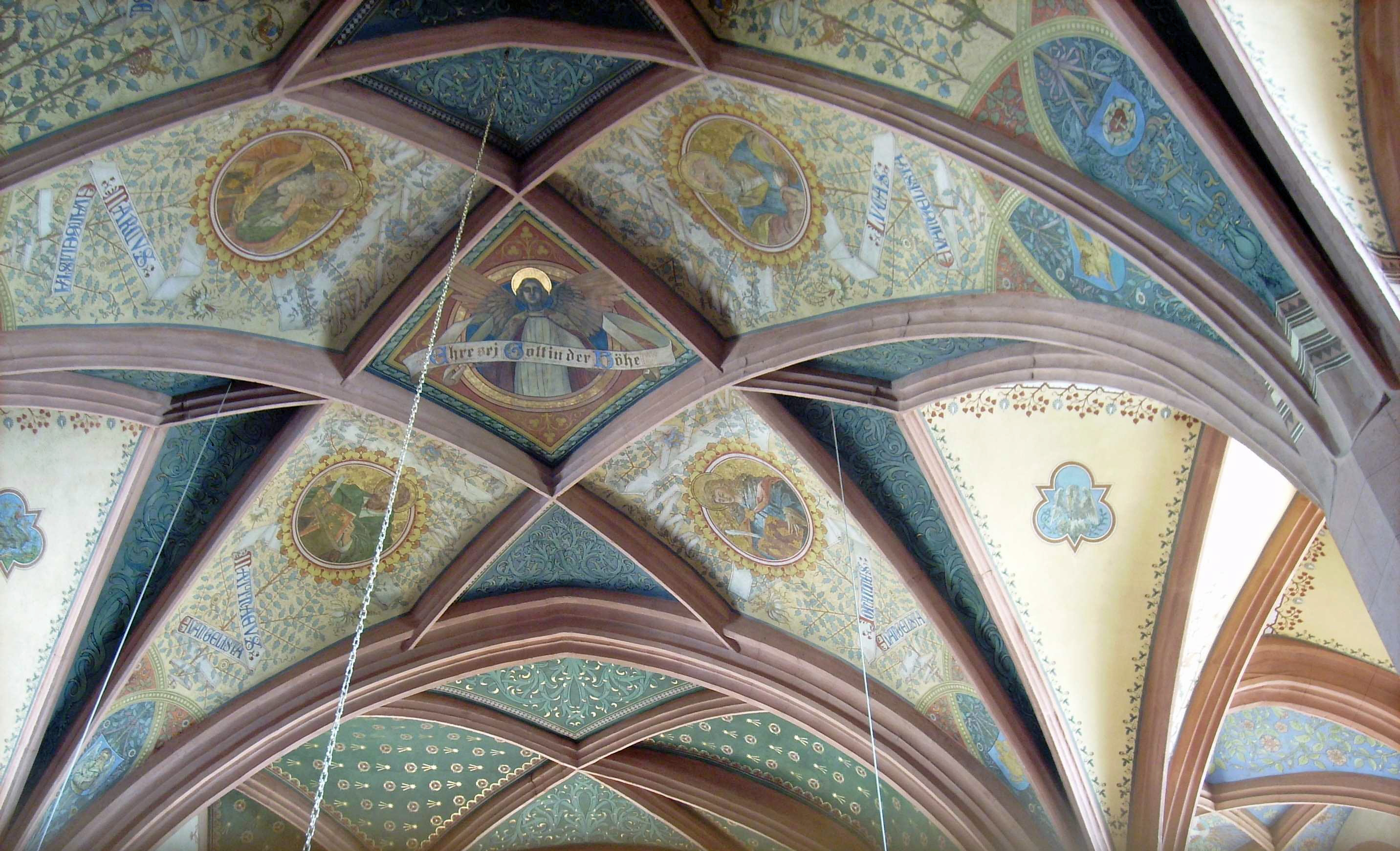
Gewölbeausschnitt

St. Petri ist eine dreischiffige gotische Hallenkirche, deren Langhaus 18 Meter lang und 19 Meter breit ist. Es besitzt drei Joche und geht ohne Vierung in den Chor über. Der Chor in der Breite des Mittelschiffs endet in einem 5/8-Polygonabschluss.
Das südliche Seitenschiff ist neben dem Chor um ein Joch verlängert, sodass sich nach außen eine vierjochige Fassade ergibt. Das vierte Joch trägt einen achtseitigen Turm mit Haube und Laterne. Der hölzerne Turmaufbau ist völlig mit Schiefer verkleidet.
An der weißen Außenfront treten die durch Gesimse gegliederten Strebepfeiler nur schwach hervor. An diesen wird wie an Umfassung und Maßwerk der dreibahnigen Fenster der Rochlitzer Porphyr sichtbar, aus dem der ganze Bau besteht. Die Kirche trägt ein nach Westen abgewalmtes, schiefergedecktes Satteldach.
Der Innenraum der Kirche beeindruckt durch seine Ausmalung. Im Chor verzieren aufgemalte geraffte Vorhänge die Wand. Die Gewölbefelder schmücken florale und ornamentale Motive sowie solche des christlichen Glaubens. Neben einem Engel und dem Lamm Christi erscheinen die vier Evangelisten sowie die vier Hauptakteure der Reformation: Martin Luther, Philipp Melanchthon, der Maler Lucas Cranach und ihr Förderer, Kurfürst Friedrich der Weise von Sachsen.
Der neugotische Altar mit Fialenaufbauten zeigt das Hauptbild Jesus rettet den versinkenden Petrus, gemalt von Alexander Stichart. Drei farbige Glasfenster im Chorraum stellen Szenen aus dem Leben Jesu Christi dar.
Im Westen ist ein Eingangsraum abgeteilt. Auf drei Seiten umläuft eine Empore das Langhaus.

## Orgel
Die Orgel wurde im Jahre 1896 von dem Orgelbauer Paul Schmeisser (1850–1902) aus Rochlitz erbaut. Das Schleifladen-Instrument hat 26 Register auf zwei Manualen und Pedal. Die Spiel- und Registertrakturen sind mechanisch.
| I Hauptwerk C–f3 |                    |       |
| 1.               | Bordun             | 16′   |
| 2.               | Principal          | 8′    |
| 3.               | Doppelflöte        | 8′    |
| 4.               | Viola di Gambe     | 8′    |
| 5.               | Gemshorn           | 8′    |
| 6.               | Octave             | 4′    |
| 7.               | Spitzflöte         | 4′    |
| 8.               | Quinte             | 2 ⁄3′ |
| 9.               | Oktave             | 2′    |
| 10.              | Cornett (ab a0) IV |       |
| 11.              | Mixtur IV          |       |
| 12.              | Trompete           | 8′    |

| II Oberwerk C–f3 |                  |       |
| 13.              | Geigenprinzipal  | 8′    |
| 14.              | Lieblich Gedackt | 8′    |
| 15.              | Flöte amabile    | 8′    |
| 16.              | Fugara           | 8′    |
| 17.              | Octave           | 4′    |
| 18.              | Flöte dolce      | 4′    |
| 19.              | Quinte           | 2 ⁄3′ |
| 20.              | Waldflöte        | 2′    |

| Pedalwerk C–d1 |              |     |
| 21.            | Principalbaß | 16′ |
| 22.            | Subbaß       | 16′ |
| 23.            | Violonbaß    | 16′ |
| 24.            | Octavbaß     | 8′  |
| 25.            | Cello        | 8′  |
| 26.            | Posaunenbaß  | 16′ |

- Koppeln: II/I, I/P